# Garin Jenkins
Garin Jenkins (Ynysybwl, 18 agosto 1966) è un ex rugbista a 15 gallese che gioca nel ruolo di tallonatore.
Ha fatto il suo esordio in nazionale nel 1991-92 ed è attualmente il giocatore con più presenza nel suo ruolo (58). Ha preso parte a tre edizioni della Coppa del Mondo: 1991, 1995, 1999. Si è ritirato alla fine della stagione 2000-2001.
Vanta la singolarità statistica di essere, insieme al sudafricano Kobus Wiese, il primo giocatore squalificato dell'era professionistica: accadde dopo un Sudafrica - Galles del 2 settembre 1995, appena 7 giorni dopo la fine del dilettantismo.
Insieme a Wiese, deferito per un'altra scorrettezza nello stesso incontro, fu deferito e, al pari di questi, squalificato per 30 giorni.